# فيوليت ارتشر
فيوليت ارتشر هي معلمة موسيقى وملحنة كندية، ولدت في 24 أبريل 1913 في مونتريال في كندا، وتوفيت في 21 فبراير 2000 في أوتاوا في كندا.

## وصلات خارجية
- فيوليت ارتشر على موقع ميوزك برينز (الإنجليزية)
- فيوليت ارتشر على موقع أول ميوزيك (الإنجليزية)
- فيوليت ارتشر على موقع ديسكوغز (الإنجليزية)